# Sågdammen (Bredareds socken, Västergötland)
Sågdammen är en sjö i Borås kommun i Västergötland och ingår i Göta älvs huvudavrinningsområde.